# Lester Peltier
Lester Stefan Peltier (ur. 13 września 1988 w Port-of-Spain) – trynidadzko-tobagijski piłkarz występujący na pozycji środkowego pomocnika, ostatnio zawodnik Al-Taqadom FC.

## Kariera klubowa
Peltier uczęszczał do St. Anthony's College, gdzie rozpoczynał grę w piłkę nożną. Pierwszy profesjonalny kontrakt podpisał w wieku 18 lat z zespołem San Juan Jabloteh ze stołecznego miasta Port-of-Spain. Rok później – w rozgrywkach 2007 – wywalczył z nim mistrzostwo Trynidadu i Tobago i sukces ten powtórzył również w kolejnym sezonie – 2008. W 2009 roku zdobył za to tytuł wicemistrzowski. Jego drużyna udanie spisywała się również w turniejach międzynarodowych – w 2006 roku dotarła do finału CFU Club Championship, natomiast trzy lata później zajęła w tych rozgrywkach trzecie miejsce. W 2010 roku Peltier odszedł do mniej utytułowanego Ma Pau SC, w którym bez większych sukcesów spędził kilka miesięcy. Przebywał na testach w takich drużynach jak Club Brugge, Houston Dynamo, Arsenal, Millwall, Portsmouth, Birmingham City czy Cardiff City.
W kwietniu 2011 Peltier podpisał kontrakt ze słowackim drugoligowcem – AS Trenčín. W sezonie 2010/2011 pomógł mu w zajęciu pierwszego miejsca w tabeli, dzięki czemu jego drużyna awansowała do najwyższej klasy rozgrywkowej. W Corgoň liga zadebiutował 6 sierpnia 2011 w zremisowanej 0:0 konfrontacji z Nitrą, natomiast pierwszego gola strzelił 10 września tego samego roku w wygranym 4:1 meczu z MFK Košice. Ogółem w rozgrywkach 2011/2012 jego klub, występujący w roli beniaminka, zajął piątą lokatę w tabeli, natomiast on sam z jedenastoma bramkami na koncie został trzecim najlepszym strzelcem ligi słowackiej.
W czerwcu 2012 Peltier za sumę 350 tysięcy euro przeszedł do Slovana Bratysława, podpisując czteroletni kontrakt i zostając bohaterem najdroższego transferu między dwoma słowackimi klubami w historii ligi. W 2016 został zawodnikiem kazachskiego Irtyszu Pawłodar, jednak nie rozegrał w nim żadnego meczu.

## Kariera reprezentacyjna
Po kilku latach występów w kadrach młodzieżowych, Peltier zadebiutował w seniorskiej reprezentacji Trynidadu i Tobago 26 stycznia 2008 w zremisowanym 2:2 meczu towarzyskim z Portorykiem. Premierowego gola w kadrze narodowej strzelił 5 listopada 2010 w wygranym 2:1 spotkaniu z Gujaną w ramach Pucharu Karaibów. Wziął udział w eliminacjach do Mistrzostw Świata 2014, gdzie wpisał się na listę strzelców czterokrotnie – trzy razy w wygranym 4:0 pojedynku z Barbadosem i raz w wygranej 2:0 konfrontacji z Gujaną. Jego drużyna nie zdołała się jednak zakwalifikować na mundial.